# Consolación a Polibio
Consolación a Polibio (Ad Polybium, de Consolatione) es uno de los primeros escritos conservados de Lucio Anneo Séneca datado por algunos autores en el año 43 d. C. En él, Séneca escribe a Polibio, un liberto de Claudio César integrante de la corte administrativa del emperador, con motivo de la muerte de su hermano. 

## Contenido
Aquí, las ideas estoicas de Séneca ya se pueden apreciar en todo su vigor, aunque en obras posteriores estas ideas alcanzarán una mayor sutileza y complejidad. El tema fundamental es la actitud de la persona ante la vida, el dolor y la muerte, núcleo principal de la moral estoica. A través de los dieciocho capítulos del texto, con su estilo desnudo, el filósofo hispano se desenvuelve sin ambages, dejando algunas frases duras por el camino ("[...] vendrá un día en que [...] todo [se] descompondrá y [se] hundirá en su antigua confusión y tinieblas", Cap. I). 
Para Séneca "toda nuestra vida es un suplicio" (Cap. IX), "no hay nada eterno y pocas cosas duraderas" (Cap. I), por lo que la salida del hombre fuerte (vir fortis) es aceptar "la ley inexorable de la naturaleza" con dignidad, moderando sus emociones y refugiándose en el estudio que le permita llegar a la sabiduría y, quizás, a una inmortalidad pasajera, porque la fama que se alcanza entre los hombres y su Historia no es eterna. 
Así, "en este mar proceloso, expuesto a todos los vendavales, los navegantes no tienen más puerto que la muerte" (Cap. IX). El refugio o consuelo ante los reveses de la fortuna se puede hallar en las personas queridas, en la familia, en las ocupaciones e, incluso, en el emperador, Claudio, que es representado por Séneca semejante a un semidiós. La alabanza a Claudio contrasta con el ataque furibundo a Cayo César (Calígula) al que llama "aborto de la naturaleza" (Cap. XVII). 
Acerca de lo que espera después de la muerte, el filósofo cordobés se muestra ambiguo aunque convencido de que será un estado libre de pesares e incomodidades: "[el fallecido] o es bienaventurado o es nada", " restituido al lugar donde estaba antes de nacer y exento de todo mal" (Cap. IX). Desde una perspectiva moderna, este pensamiento es un curioso punto de bifurcación, ya que por un lado la religión cristiana proclama la vida eterna después de la muerte y, por otro, la filosofía existencialista y del absurdo tiende a creer en la nada. Es interesante ver que en Séneca ambas posturas están expresadas con una genial equidistancia. 